# Boïkivske
Boïkivske (en ukrainien Бойківське ; en russe Бойковское, Boïkovskoïe), ou encore Telmanovo (Тельманово) est une commune urbaine de l'oblast de Donetsk, en Ukraine, et le centre administratif du raïon éponyme. Elle fait partie de facto de la république populaire de Donetsk. Sa population comptait 4 577 habitants en 2011 et 4 800 habitants en 2013. Le village de Zernove lui est adjoint.

## Géographie
Boikivske se trouve au sud de l'oblast de Donetsk, à 173 m d'altitude. Le raïon du même nom jouxte à l'est la Russie.

## Historique
Le village a été fondé en 1878 sous le nom d'Ostheim (Ost: en allemand Est; Heim: en allemand Foyer) par des colons mennonites allemands (originaires de Souabe) qui achètent à 45 roubles par dessiatine ses deux mille dessiatines de terrain à un propriétaire noble cosaque du Don du nom de Krasnochtchokov. La poste et le télégraphe sont installés en 1890. Au recensement impérial de 1897, Ostheim comptait 358 habitants dont 273 Allemands et 85 Grands-Russes et Petits-Russiens (selon la terminologie de l'époque). Il comptait 450 habitants en 1917. Une partie des villageois est déportée en Sibérie en 1929 au cours de la dékoulakisation. Il est réuni au village de Zernovoïe (anciennement Kornthal, en allemand : Vallée du Blé) et les maisons abandonnées par les villageois allemands sont attribuées à des kolkhoziens des environs. 
Le village est renommé en Telmanovo en 1935, d'après le communiste allemand Ernst Thälmann. Il comptait alors 755 habitants. Le village est occupé par l'armée allemande le 13 octobre 1941 et libéré par l'Armée rouge, le 9 septembre 1943. Le village comprenait deux kolkhozes : Ostheim (renommé en Staline) et 17 Partsezd (c’est-à-dire, XVIIe congrès du Parti). Telmanovo obtient son statut de commune urbaine en 1971. 
La localité est prise par les insurgés de la république populaire de Donetsk le 1er septembre 2014. La commune est renommée par le régime central de Kiev en Boïkivske en 2016, ce qui n'est pas reconnu par la république populaire de Donetsk qui continue d'administrer la région et de nommer cette localité Telmanovo.

## Population
| 1897 | 1917 | 1926 | 1935 | 1970 | 1979 | 1989 | 2001 | 2013 | 2014 | 2015 | 2016 | 2017 | 2018 | 2019 |
| ---- | ---- | ---- | ---- | ---- | ---- | ---- | ---- | ---- | ---- | ---- | ---- | ---- | ---- | ---- |
| 358  | 450  | 300  | 755  | 2900 | 4149 | 5404 | 5337 | 4819 | 4472 | 4461 | 4434 | 4423 | 4360 | 4315 |

Sources: 1897;
1970–1989;
2001–2013, 2014—2019